# Zręby (Garb Tenczyński)
Zręby – wzgórze o wysokości 377,6 m n.p.m. Znajduje się na Garbie Tenczyńskim na zachodnim krańcu wsi Frywałd przy granicy z Zalasem w województwie małopolskim.
Na zachodnim zboczu – przy drodze Zalas – Sanka – znajduje się pomnik przyrody Łom z Uskokiem – widoczne w odsłonięciu skały: porfir i nakrywające go osady jury środkowej i górnej przecięte są uskokiem powstałym w trzeciorzędzie i obniżone o ok. 7 m. po jego prawej (południowej) stronie. Opisywany w 1833 oraz w 1894. W tym niewielkim kamieniołomie skumulowały się liczne procesy i zjawiska geologiczne. Tylko ten fragment wzgórza jest zalesiony.

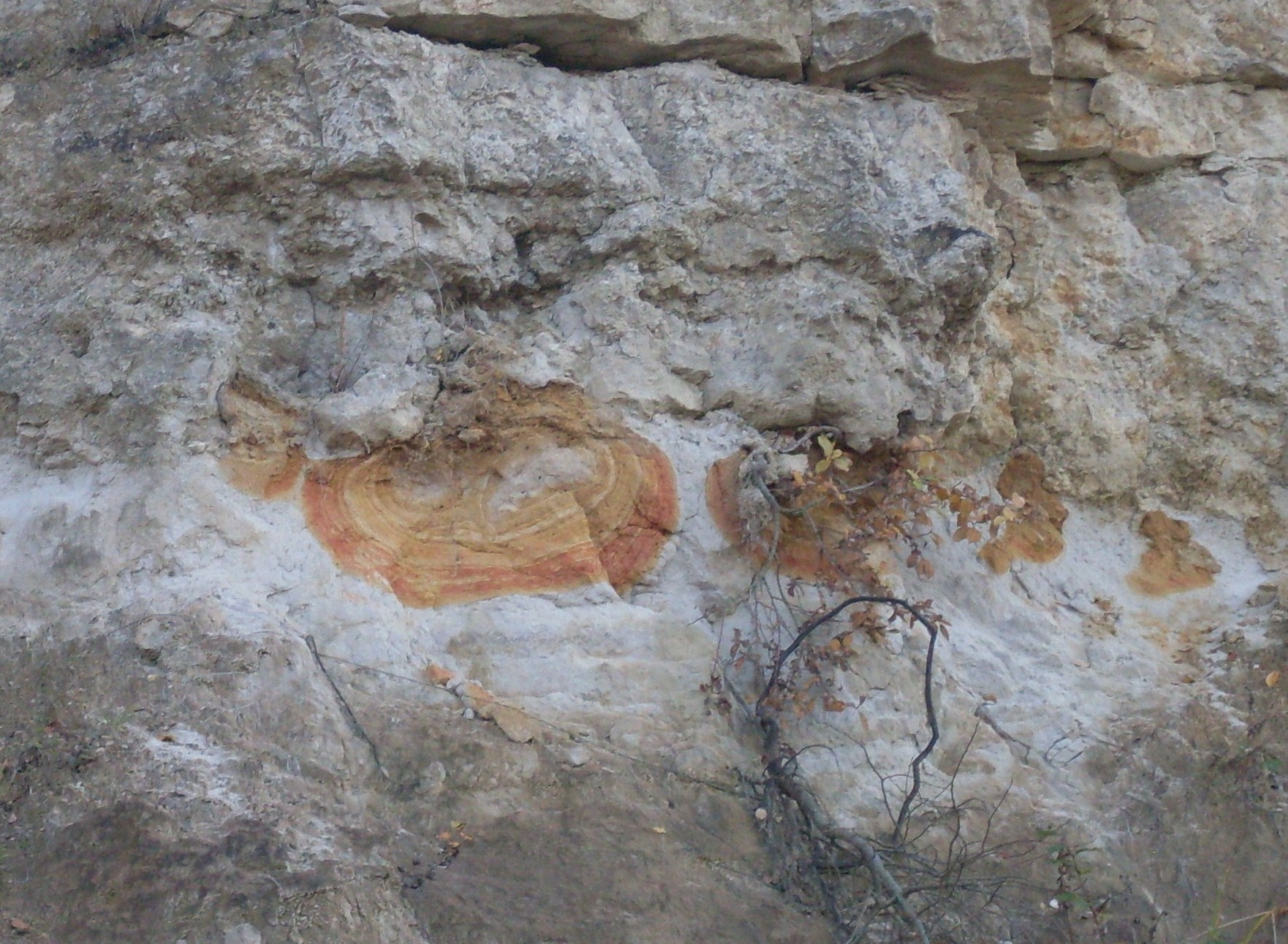
Północna część wzgórza – (Kopalnia Porfiru Zalas)

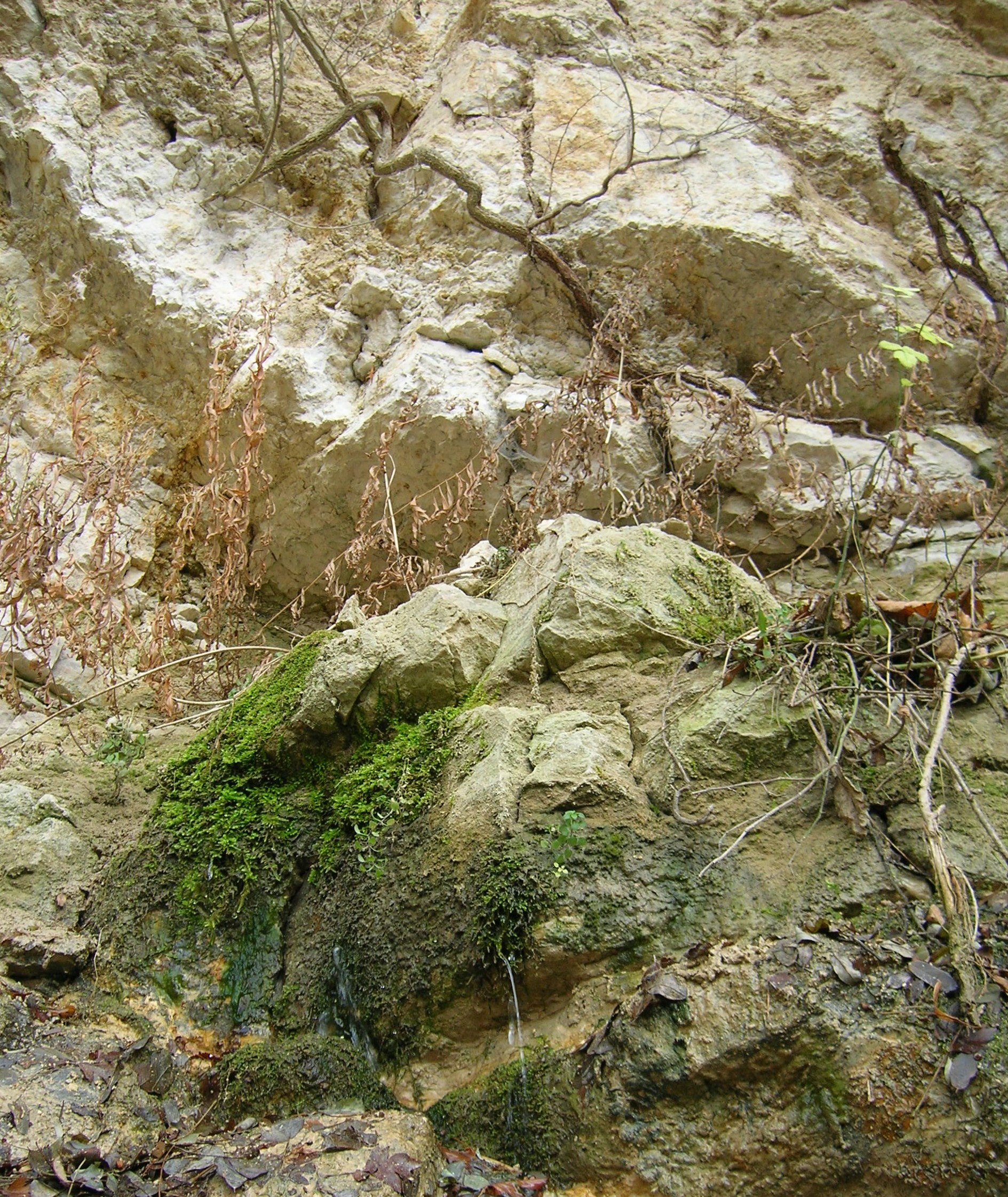
Łom z uskokiem – źródło, w okresie suszy jesiennej (grudzień 2011)

Północna część jest eksploatowana przez Kopalnię Porfiru Zalas. Wschodnie zbocze opada do części Frywałdu o nazwie Zręby.